# Ofélia
Az Ofélia görög eredetű női név, jelentése: segítség.

## Gyakorisága

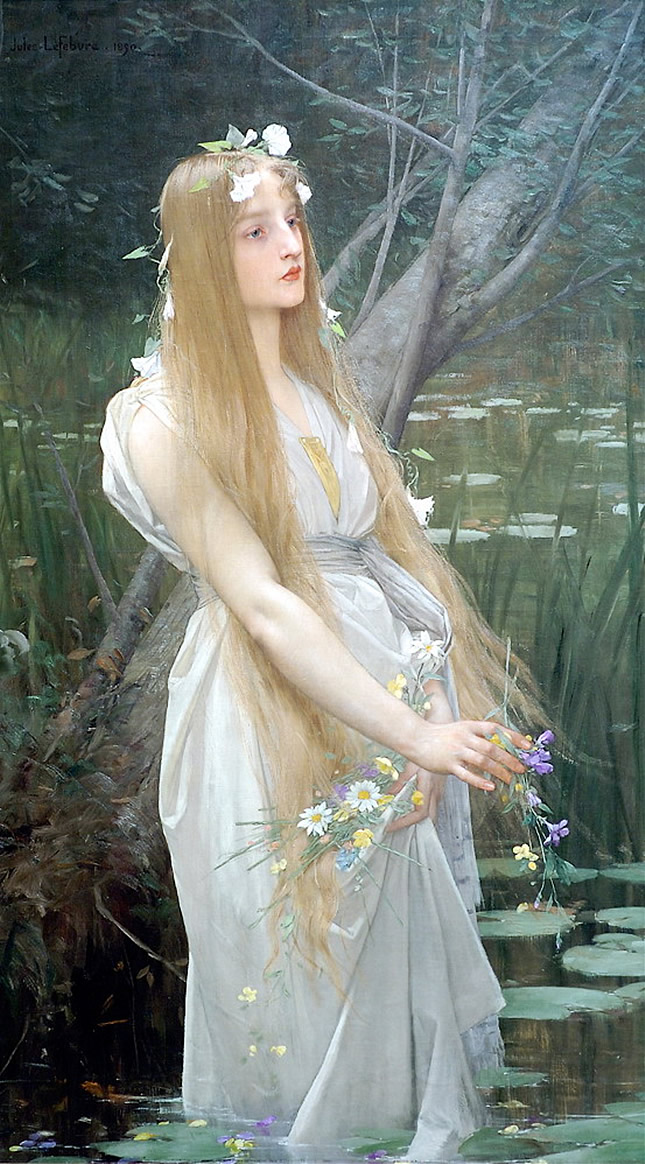
Jules Lefebvre festménye; 1890

Az 1990-es években szórványos név, a 2000-es években nem szerepel a 100 leggyakoribb női név között.

## Névnapok
- május 13.[2]
- szeptember 5.[2]

## Híres Oféliák
- Ofélia, William Shakespeare: Hamlet, dán királyfi című tragédiájának szereplője
- Ofélia, John Everett Millaisbrit festő 1852-ben bemutatott festménye
- Ophelia, a The Lumineers slágere